# Velika jezera (regija)
Regija Velikih jezera regija je koja uključuje upravne jedinice u SAD-u i Kanadi, koje se nalaze oko Velikih jezera. 
S kanadske strane, obuhvaća provinciju Ontario.
U SAD-u se izraz „Velika jezera” često rabi da bi se razlikovala ova regija od ostatka Srednjeg zapada. Ovo se čini iz razloga što postoji vodilja u ovoj regiji ka većoj urbaniziranosti te u liberalnijem političkom i socijalnom okružju, u usporedbi s cijelim Srednjim Zapadom. (vidi još: Treća obala)
Američke savezne države koje se nalaze u ovoj regiji su:
- Illinois
- Indiana
- Ohio
- Michigan
- Minnesota
- New York
- Pennsylvania
- Wisconsin

## Vanjske poveznice
- Info mreža  Arhivirana inačica izvorne stranice od 26. siječnja 2006. (Wayback Machine)
- Midwest Lakes Policy Center  Arhivirana inačica izvorne stranice od 14. svibnja 2008. (Wayback Machine)
- Program zaštite prirode